# Панамски папири
Панамски папири (енгл. Panama Papers) представљају 11,5 милиона објављених повјериљивих докумената који садрже детаљне информације о 214 хиљада офшор предузећа, наведених од стране панамског корпоративног сервисног провајдера Мосак Фонеска, који садрже и идентитет акционара и директора предузећа.
Документи показују како богати појединци, укључујући и државне службенике, скривају новац од јавности. У вријеме објављивања, папири су идентификовали пет тадашњих шефова држава или влада из Аргентине, Исланда, Украјине, Саудијске Арабије и Уједињених Арапских Емирата; као и владиних званичника, ближих рођака и блиских сарадника разних шефова влада више од четрдесет земаља. Британска Дјевичанска Острва су дом за половину наведених предузећа, док Хонгконг садржи највише повезаних банака, адвокатских канцеларија и посредника.
Иако употреба офшор привредних субјеката није незаконита у надлежностима у којима су регистрована, током истраге новинари су открили да се неке од фиктивних фирми можда користите у незаконите сврхе, укључујући преваре, трговину дрогом и утају пореза.
Анонимни извор под псеудонимом „Џон Доу” прослиједио је документе у серијама њемачким новинама „Зидојче Цајтунг” почетком 2015. године. Информације из ове неплаћене узбуњивачке трансакције докумената датирају још из давних семдесетих године 20. вијека и на крају су износиле 2,6 терабајта података. С обзиром на обим цурења информација, новине су затражиле помоћ Међународног конзорцијума новинара истраживача, који дистрибуира документе за истраге и анализу око 400 новинара у 107 медијских организација у 76 земаља. Први новински извештаји на основу папира, и 149 самих докумената, објављени су 3. априла 2016. године. МКНИ је обећао да ће објавити потпун списак наведених предузећа почетком маја 2016.

## Санкционисани клијенти
Анонимност офшор компанија може такође да се користи да би се избегле међународне санкције, и више од 30 клијената Мосака Фонсеке били су у једном или другом тренутку на црној листи од стране Одељења за трезор САД, укључујући предузећа повезана са високим личностима у Русији, Сирији и Северној Кореји.
Три компаније Мосак Фонсеке започете су за клијенте Хелене Матију. Правни консултанти су касније санкционисани од стране Канцеларије за контролу иностране имовине САД (УСАЦ). Међународна корпорација Пангејтс оптужена је у јулу 2014. да снабдева владу Сирије „великим бројем специјалних нафтних производа" са „ограниченом цивилном применом у Сирији". Друге две, Максима Мидл Ист Трејдинг и Морган Адитивс Мануфакчуринг Цо, и њихови власници Ваел Абдулкарим и Ахмад Бургави, наводно су се „ангажовали у варљивим мерама" за снабдевање нафтним производима у Сирији.
Мосак Фонсека је такође обавио шест послова за Рами Маклуфа, рођака сиријског председника Башара ал Асада, упркос санкцијама САД против њега. Унутрашњи документи Мосака Фонсеке показују да је Мосак Фонсека 2011. године одбио препоруку свог властитог тима за усаглашавање да прекине везе са господином Маклуфом. Сложили су се да то ураде само неколико месеци касније. Фирма је рекла да никада није свесно дозвољаваола било коме ко је повезан са непоштеним режимима да користи њене компаније.
Фредерик Обермајер, ко-аутор приче Панамских папира и истраживачки репортер немачких новина Судојче Цајтунг, изјавио је за Демократију Сада: „Мосак Фонсека је схватио да је Маклуф рођак и схватили су да је он санкционисан и схватили су да је он наводно један од финансијера сиријског режима, и они су рекли: „Ох, ту је банка која још увек послује с њим, тако да и ми треба да наставимо са њим".
ХСБЦ је такође разуверио Мосак Фонсеку не само да је био „комфоран" са Маклуф-ом као клијентом, већ је и сугерисао да би САД могле да се зближе са породицом Асад. Већ је познато да је Маклуф био дугогодишњи клијент швајцарске приватне банке ХСБЦ-а, која је држала најмање 15 милиона долара на више рачуна 2006. Панамски фајлови такође показују да је ХСБЦ пружао финансијске услуге компанији Маклуфа под називом Дрекс Технолоџис, за коју је ХСБЦ рекао да је компанија „доброг стајања.
ДЦБ Фајненс, компанија на девичанским острвима заснована од стране банкара из Северне Кореје Ким Чол-сама и британског банкара Најџел Кауија такође је игнорисала међународне санкције и наставила пословати с Северном Корејом уз помоћ панамске фирме. Одељење америчког трезора у 2013. години назвало је ДЦБ Фајненс лажном компанијом за Даедонг Кредитски Банку и објавила санкције против обе компаније за пружање банкарских услуга севернокорејском трговцу оружја Кореја Мајнинг енд Девелопмент Трејдинг Корпорејшн, покушај да избегне санкције против те земље, помоћ продаји оружја и ширењу програма Корејског нуклеарног оружја. Кауи је рекао да је холдинг компанија коришћена за легитиман посао и да није био упознат са илегалним трансакцијама.
Мосак Фонсека, од кога се захтева по међународним банкарским стандардима избегавање прање новца или клијенти преваранти, као и све банке треба бити посебно опрезан на знаке корупције са политички изложеним особама (ПЕП), другим речима, клијентима који су или имају блиске везе владиним званичницима. Међутим, на неки начин нису успели да нађу никакве црвене заставице везане за Тарека Абаса иако је поделио породично име са председником Палестине и седео у управном одбору компаније са четири колеге директора које је фирма сматрала ПЕП због њихових веза са Палестинском политиком. Па ипак, Мосак Фонска је заправо урадио и документовао истраживање дужне пажње, укључујући Гугл претрагу.

## Открића
Разговор између репортера Судојче Цајтунга, Бастиана Обермајера и анонимног извора Џона Доуа
Поред широко покривених пословних договора између британског премијера Дејвида Камерона и исландског премијера Сигмундур Давид Гунлаугсона, у откривеним документима се такође налазе и информације о акционарима и директорима 214.000 фирми које су основане од стране Мосак Фонсеке, као и неке од њихових финансијских трансакција. Већина ових информација не показује ништа више од прудентног финансијског управљања. Уопштено није против закона (само по себи) поседовати офшор компанију, иако се такве компаније могу понекад користити за незаконите поступке.
Новинари истраживачког тима пронашли су пословне трансакције многих важних личности у светској политици, спорту и уметности. Многе од ових трансакција су сасвим легалне. Пошто су подаци непотпуни, питања остају у многим другим случајевима; међитим други јасно указују на етичку, ако не и законску неподобност. Неке обелодањивања - избегавање пореза у веома сиромашним земљама од стране веома богатих ентитета и појединаца на пример - доводе до морално заснованих питања. Према наводима Намибијана, компанија која је регистрована на име Бени Стајнмец, Октеа, дугује у порезима на имовину граду Коиду у Сијера Леонеу више од 700.000 америчких долара, и 150 милиона долара је у црвеном, иако је њен извоз био више него двоструки том износу у просечном месецу у периоду 2012-2015. Сам Стајнмец има личну вредност од 6 милијарди долара.
Остале трансакције офшор компанија описане у документима иѕгледа да јесу прекршиле закон о размени, трговинске санкције или су настале као резултат политичке корупције, према новинарима ИЦИЈ -а. На пример:
Уругвај је ухапсио петоро људи и оптужио их за прање новца преко офшор компанија Мосак Фонсеке за мексички картел за дрогу.
Ојестаф, партнер ИЦИЈ-а у истрази, известио је да је открио нове доказе да је Карим Вејд примао исплате од стране ДП Ворлд -а (ДП). Он и дугогодишњи пријатељ су осуђени на суђењу за које су Уједињене нације и Амнести интернешенел рекли да је било неправедно и да је кршило права окривљених. Чланак Ојестафа не говори о вођењу суђења, али каже да су новинари из Ојестафа пронашли документе Мосак Фонсеке који показују плаћања Вејд-у преко подружнице ДП -а и фирме која је регистрована на пријатеља.
Швајцарски адвокат Дитер Нојперт оптужен је за непоштовање средстава клијената и помагање и олигарсима и краљевској породици Катара да сакрију новац.
Именовани у открићу су били 12 тренутних или бивших светских лидера, 128 других јавних функционера и политичара, као и на стотине познатих личности, привредника и других богатијих појединаца из преко 200 земаља.

## Мосак Фонсека
Појединци и ентитети могу отварати офшор рачуне из било ког разлога, од којих су неки потпуно легални али етички упитни. Канадски адвокат са седиштем у Дубаију је напоменуо, на пример, да би предузећа могла желети да избегну да потпадну под јурисдикцију исламског наслеђа ако власник умре. Бизниси у неким земљама можда желе да задрже део својих средстава у доларима, рекао је бразилски адвокат. Планирање некретнина је још један пример легалног избегавања пореза.
Амерички филмски стваралац Стенли Кјубрик имао је процењену личну вредност од 20 милиона долара када је умро 1999. године, од којих је већина уложена у енглеску вилу из 18. века коју је купио 1978. Живео је у тој вили до краја свог живота, снимајући сцене из Исијавања, Фул Метал Џекета и Очију Широм Затворених такође. Три холдинг компаније које је основао Мосак Фонсека сада поседују ту имовину, а заузврат има фондове за своју децу и унуке. Пошто је Кјубрик био Американац који је живео у Британији, без фонда његова имовина би морала да плати порез на трансфер обе владе и евентуално би био присиљен да прода имовину како би добио ликвидна средства да их плати. Кјубрик је сахрањен на терену виле заједно са једном од његових ћерки, а остатак његове породице и даље живи тамо.
Друге употребе су више двосмислене. Кинеске компаније могу се успоставити офшор како би подигле страни капитал, што је обично против закона у Кини. У неким од наследних диктатура на свету, закон може бити на страни елите која користи офшор компаније за доделу нафтних уговора себи, или златним концесијама за своју децу, међутим такво понашање се понекад кажњава по међународном закону.
Иако не постоји стандардна званична дефиниција, Економист и Међународни монетарни фонд описују офшор финансијски центар или пореско уточиште као надлежност чија банкарска инфраструктура првенствено пружа услуге људима или предузећима која не живе тамо, захтева мало или никакво обелодањивање информација приликом пословања и нуди ниске порезе.
,,Најочигледнија употреба офшор финансијских центара је избегавање пореза", додао је Економист. Оксфам је 2016. у свом годишњем извештају о неједнакости дохотка окривио пореске рајеве за велики део проширеног јаза између богатих и сиромашних. „Пореске рајеви су срж глобалног система који дозвољава великим корпорацијама и богатим појединцима да избегавају плаћање њиховог правичног удела", рекао је Рејмонд Ц. Офенхајзер, председник Оксфам Америке, „онемогућавајући владе, богате и сиромашне, да прикупе средства која им требају да пруже виталне јавне услуге и да се боре против све веће неједнакости. "
Истраживачи Међународног монетарног фонда (ММФ) проценили су у јулу 2015. године да промена профита мултинационалних компанија кошта земље у развоју око 213 милијарди америчких долара годишње, скоро два одсто њиховог националног дохотка. Игор Ангелини, шеф Европолове финансијске обавештајне групе, изјавио је да офшор компаније „играју важну улогу у прању новца на великој скали "и да су често средство за „преношење мито новца ". Мрежа за пореску правду закључила је у извештају из 2012. године да су „дизајнирање комерцијалних шема злоупотребе пореза и затварање очију на сумњиве трансакције постале инхерентни део рада банкара и рачуновођа".
Прање новца утиче и на земље првог света, с обзиром на то да је омиљена инвестиција офшор компанија тржиште некретнина у Европи и Северној Америци. Лондон, Мајами, Њујорк, Париз, Ванкувер и Сан Франциско су сви осетили утицај тога. Пракса паркинга у луксузним некретнинама често се цитира као подстицање високих цена становања у Мајамију, где је Асоцијација Реалторса из Миамија рекла да је продаја готовине износила 90% нове продаје кућа у 2015. години. „У Мајамију долази до огромне количине прљавог новца који је прерушен као инвестиција", каже бивши истраживач конгреса Џек Блум. У Мајамију 76% власника станара плаћа готовином, пракса која се сматра узбуном за прање новца.
Некретнине у Лондону, где су цене становања повећане за 50% у периоду од 2007. до 2016. године, такође често купују инострани инвеститори. Доналд Тун, шеф британске агенције за борбу против криминала, изјавио је у 2015. години „лондонско тржиште некретнина је искривљено опраним новцем. Цене вештачки покрећу криминалци из иностранства који желе да у Уједињеном Краљевству сакупе своје имовине." Три четвртине лондонара испод 35 година не могу себи приуштити куповину куће.
Енди Јан, истраживач урбанистичког планирања и професор на Универзитету Британске Колумбије, студирао је продају некретнина у Ванкуверу - за који се такође сматра да је потпао под утицај страних купаца - и открио је да 18% трансакција у најскупљим квартовима Ванкувера било у облику готовинске куповине и 66% власника је изгледало да су кинески држављани или људи који су недавно дошли из Кине. Покрајинска влада одбацила је захтеве за више података о страним инвеститорима. Кинески држављани одговорни су за 70% продаја кућа у Ванкуверу у 2014. години за више од 3 милиона канадских долара . 24. јуна 2016. године Кинески ЦИТИЦ Банк Корп поднео је тужбу у Канади против кинеског држављанина који је позајмио ЦН 50 милиона за његов дрвни посао у Кини, али је потом повукао приближно 7,5 милиона долара из кредитне линије и напустио земљу. Купио је три куће у Ванкуверу и Сурију у Британској Колумбији заједно у вредности од 7,3 милиона америчких долара током три месеца у јуну 2014.

## Међународно банкарство
,,Ово питање ће сигурно бити постављено на самиту Г20", предвидео је Томасз Козловски, амбасадор Европске уније (ЕУ) у Индији. „Морамо ојачати међународну сарадњу за размену пореских информација између пореских власти."
Панама, Вануату и Либан се могу наћи на листи пореских увала невољних за сарадњу коју је Организација за економску сарадњу и развој (ОЕЦД) поново активирала у јулу 2016, на захтев земаља Г20, упозорио је Ле Монд, француски лист који је учествовао у истрази. Ове три земље нису пратиле ниједну од три ОЕЦД-ове широке смернице за међународну банкарску сарадњу:
размена информација на захтев
потписани мултилатерални споразум о стандардима информација
посвећеност имплементацији аутоматске размене информација 2017. или 2018.
ОЕЦД, Г20 или Европска унија такође би могли да уведу још једну листу за земље које су неадекватне у више области. Земље које не испуњавају ни један од ових критеријума, као што су Панама, Вануату и Либан, биле би на црној листи. Земље које испуњавају само један критеријум би ишле на сиву листу. У априлу 2016. године, да је сива листа била на снази, укључивала би девет земаља: Антигву и Барбуду, Бахреин, Брунеју, Доминику, Либерију, Науру, Самоу, Тобаго и Уједињене Арапске Емирате.

## Новинске логистике
Међународни конзорцијум истраживачких новинара помогао је организацију прегледа истраживања докумената након што је Судојче Цајтунг схватио обим посла који је потребан да би се потврдила аутентичност 2,6 терабајта процурелих података. Они су пријавили новинаре и ресурсе из Гардијана, ББЦ, Ле Монд, Зонтагс Цајтунг, Фалтер, Ла Национ, немачке емитере НДР и ВДР и аустријске емитере ОРФ и на крају многе друге. На крају, „новинари у 100 медијских кућа који раде на 25 језика употребљавали су документе" за истраживање појединаца и организација повезаних са Мосак Фонсеком. "
Безбедност је урачуната у бројне разматрања о пројектном менаџменту. Тврдећи да је његов живот у опасности, Џон Доу је инсистирао да новинари комуницирају само преко шифрованих канала и слажу се да се никад неће срести лицем у лице.
СЗ је такође имала забринутост због сигурности, не само због свог извора, пропуштених докумената и њихових података, већ и због сигурности неких својих партнера у истрази који живе под корумпираним режимима који можда не би желели да објављују своје поступке руковођења новцем. Они су сачували податке у соби са ограниченим физичким приступом на рачунарима који никада нису повезани са Интернетом. Гардијан је ограничио и приступ радном подручју новинара. Да би било још теже саботирати компјутере или украсти њихове погоне, новинари СЗ-а су их учинили очигледнијим за случај проваљивања бојењем шрафова који држе погоне на месту са сјајним лаком за нокте.
Новинари су разврстали документе у огромну структуру датотека која садржи фолдер за сваку фирму која је држала повезане е-поште, уговоре, транскрипте и скениране документе које је Мосак Фонсека генерисао у току пословања са компанијом или администрирајући га у име клијента. Неких 4,8 милиона откривених датотека су биле е-поште, 3 милиона је било уноса у базе података, 2,2 милиона ПДФ датотека, 1,2 милиона слика, 320.000 текстуалних датотека и 2242 датотека у другим форматима.
Новинари су индексирали документе користећи отворене софтверске пакете Апачи Солр и Апачи Тика, и приступили њима помоћу прилагођеног интерфејса изграђеног на врху Блеклајт-а. Новинари Судојче Цајтунг-а такође су користили Нуикс за ово, који је власнички софтвер дониран од стране аустралијске компаније која се такође зове Нуикс.
Користећи Нуикс, Зидојче Цајтунг извештачи су одрадили оптичко препознавање знакова (ОЦР) на милионима скенираних докумената, чинећи да подаци који су садржани постају и могући за претраживање и читање од стране машина. Већина пројектних новинара потом су користили Нео4Ј и Линкјуријус да извлаче појединачна и корпоративна имена из докумената за анализу, али и неки који су имали приступ Нуиксу су га користили и за то. Новинари су потом унакрсно упоредили састављене листе људи у односу на обрађене документе, затим анализирали информације, покушавајући да повезују људе, улоге, монетарни ток и законитост структуре.
Амерички банкарско-стручни експерт Дејвид П. Вебер помогао је новинарима да прегледају информације из Панамских папира.
Додатне приче су објављене на основу ових података, а пуна листа компанија објављена је почетком маја 2016. ИЦИЈ је касније заказао објављивање 9. маја 2016. базе података која се може претраживати и која садржи информације о више од 200.000 офшор ентитета умешаних у истрази Панама папира и више од 100.000 додатних компанија умешаних у истрагу Офшор Ликса из 2013. Мосак Фонсека је затражио од ИЦИЈ-а да не објављује процуреле документе из њихове базе података. „Послали смо писмо о престанку", наводи се у саопштењу компаније.
Чиста количина пропуштених података знатно премашује цурење ВикиЛикс Кејблгејт у 2010. години (1,7 ГБ), Офшор Ликс у 2013. години (260 ГБ), Лакс Ликс (4 ГБ) и 3,3 ГБ Свис Ликс из 2015. За поређење, 2,6 ТБ Панама папира је приближно 2,660 ГБ.

## Сигурност података
Мосек Фонсека је обавестио своје клијенте 1. априла 2016. да је претрпео хаковање е-поште. Мосек Фонсека је такође рекао новинским изворима да је компанија била хакована и да је увек функционисала у оквиру закона.
Међутим, стручњаци за сигурност података наводе, да компанија није шифровала своје е-поште и да је, како се чини, користила трогодишњу верзију Друпала са неколико познатих рањивости. Према Тек Репаблик-у, Друпал је користио верзију Апачи 2.2.15 од 6. марта 2010. године, а још горе, Оракл део Апачија, који по фабричком подешавању омогућава корисницима да прегледају структуру директоријума.
Мрежна архитектура је такође била инхерентно несигурна; е-пошта и веб сервери нису били одвојени из базе података клијената на било који начин.
Неки извештаји такође наводе да су неки делови сајта можда користили ВордПрес са застарелом верзијом Револуцион Слајдер-а, чије су раније најављене рањивости добро документоване.
Хакер са назнаком 1 × 0123 објавио је 12. априла да систем за управљање садржајем Мосака Фонсеке није био осигуран од СКЛ ињекције, познатог вектора напада на базу података, те да је због тога могао приступити бази података о купцима.
Стручњак за рачунарску сигурност Крис Кубека најавио је 24. маја 2016. године да портал за пријаву клијената Мосак Фонсеке покреће четири различита тројанца удаљеног приступа од стране владе (РАТ). Кубека је потврдио да још увек постоје бројне критичне рањивости, превише отворених лука у њихову инфраструктуру и приступ интернету њиховом архивском серверу због слабе сигурности. Кубека је објаснио како је свако питање о сигурности података било детаљно откривено у књизи под називом „У Зечију Рупу: ОСИНТ Путовање.

### Пропуштање и новинарство цурења информација
Џерард Рајл, директор Међународног конзорцијума истраживачких новинара, назвао је цурење „вероватно највећим ударом који је офшор свет икада претрпео због обима докумената". Едвард Сноуден је описао објављивање у Твитер поруци као „највеће цурење у историји новинарства података". ИЦИЈ је такође рекао за цурење „вероватно да ће бити једна од најексплозивнијих [цурења унутрашњих информација у историји] по природи његових открића".
,,Ово је јединствена прилика за тестирање ефикасности ликтивизма", рекла је Мика Вајт, су-оснивач Окјупај-а, "... Панамски папири се раздвајају кроз невероватну сарадњу између стотина високо веродостојних међународних новинара који су тајно радили годину дана. Ово је глобална професионализација ликтивизма. Дани аматерског викиликизма су завршени. "
Гласноговорница Викиликса Кристин Храфнсон, исландски истраживачки новинар који је радио на Кејблгејт-у у 2010. години, изјавио је да задржавање неких докумената за неко време максимизује утицај цурења, али је позвао на потпуно онлајн објављивање Панамских папира на крају. Твит од ВикиЛикс-а критиковао је одлуку ИЦИЈ-а да не изда све из етичких разлога: „Ако цензуришете више од 99% докумената ви се бавите 1% новинарством по дефиницији."

## Именовани људи
Иако офшор пословни ентитети нису незаконити у јурисдикцијама где су регистровани и често нису уопште незаконити, новинари су открили да су неке корпорације Мосак Фонсек корпуса коришћене у илегалне сврхе, укључујући преваре, клептокрацију, избегавање пореза и избегавање међународних санкција.
Извештаји од 3. априла забележили су многобројне везе адвокатске фирме са високо позиционираним политичким личностима и њиховим рођацима, као и познатим личностима и пословним личностима. Између осталог, објављени документи описују како богате особе, укључујући и јавне службенике, могу држати личне финансијске информације приватне.
Првобитни извештаји су идентификовали пет тадашњих шефова држава или владиних лидера из Аргентине, Исланда, Саудијске Арабије, Украјине и Уједињених Арапских Емирата, као и владиних званичника, блиских сродника и блиских сарадника различитих шефова влада из више од четрдесет других земаља . Имена тадашњих националних лидера у документима укључују председника Калифа бин Зајед Ал Нахјана из Уједињених Арапских Емирата, Петра Порошенка из Украјине, краља Салмана из Саудијске Арабије и премијера Исланда Сигмундур Давид Гунлаугсона.

### Некадашњи шефови држава
Судански председник Ахмед ел Миргхани, који је био председник од 1986-1989 и умро 2008. године.
Бивши Емир Катара Хамад бин Калифа Ал Тхани поседовао је Афродил С. А., који је имао рачун у Луксембургу и деонице у две јужноафричке компаније. Ал Тхани је такође држао већину акција у Риену С. А. и Јалису С. А., држећи депозит код Банке Кине у Луксембургу. Рођак је поседовао 25%: Шеик Хамад бин Јасим Ал Тхани, бивши премијер и министар иностраних послова Катара.
Бивши премијери:
Премијер Биџина Иванишвили из Грузије, Павло Лазаренко из Украјине, премијер Ајад Алави, бивши потпредседник Ирака, поседовао је имовину преко компанија Мосака Фонсеке које су регистроване у Панами и Британским Вирџинским острвима, из безбедносних разлога након покушаја атентата, према његовом гласноговорнику, који је додао да је било који приход од имовине био пријављени и порези плаћени „одмах и на време."
Ион Стурца из Молдавије.
Али Абу ел Рагхеб из Јордана.
Пропуштени досијеи идентификовали су 61 чланове породице и сараднике премијера, председника и краљева, укључујући:
зет кинеског главног лидера Кси Јинпинга
син малезијског премијера Најиба Разака
деца бившег премијера Пакистана Наваза Шарифа
деца председника Азербејџана Илхама Алијева
Клајв Кулубузе Зума, нећак бившег јужноафричког председника Џејкоба Зуме, Нурали Алијев, унук председника Казахстана Нурсултана Назарбајева
Моунир Мајиди, лични секретар мароканског краља Мухамеда Шестог
Којо Анан, син бившег генералног секретара Уједињених нација Кофија Анана
Марк Тачер, син бивше британске премијерке Маргарет Тачер
Хуан Армандо Хинохоса, „омиљени извођач" мексичког председника Енрикеа Пене Ниетоа.
Шпанска краљевска породица: Инфанта Пилар, војвоткиња од Бадахоза и њен син Бруно Гомез-Ацебес, Инаки Урдангарин, Амалио де Марикалар и људи блиски породици као љубавница бившег краља Хуан Карлоса Првог, Коринна Ларсен.
Остали клијенти укључују мање државне службенике и њихове блиске сроднике и сараднике из више од четрдесет земаља.
Преко 10 милиона фунти готовог новца од продаје злата украденог у пљачки Бринк'с-Мат из 1983. године опрали су, прво незнатно, а касније са саучесништвом Мосака Фонсеке, преко панамске компаније Феберион Инц. Компанија је основана у име неименованог клијента дванаест месеци након пљачке. Новац бринкса прошао је кроз Феберион и друге компаније фронта, преко банака у Швајцарској, Лихтенштајну, Џерзију и Острву Ман. Издао је само деонице. Два номинована режисера из Сарк-а су ипућена у Феберион од стране специјалних Центара служби у иностранству. Офшор фирме су рециклирале средства путем трансакција земљишта и имовине у Уједињеном Краљевству. Иако је метрополитанска полицијска служба претражила канцеларије Центра службе крајем 1986. у сарадњи са властима Џерзија и запленила папире и две акције Феберион-а, није било до 1995. године да су адвокати Бринк'с-Мат коначно могли преузети контролу над Феберионом и имовином.
Глумац Џеки Чен се помиње у документима који су објављени као акционар у шест компанија са седиштима у Британским Девичанским острвима.

## Клијентске услуге
Адвокатске куће играју централну улогу у финансијским операцијама у иностранству. Мосак Фонсека је један од највећих у својој области, а највеће финансијске институције упућују му купце. Његове услуге клијентима укључују инкорпорирање и рад офшор компанија у пријатељским надлежностима у њихово име. Оне могу укључити стварање „комплексних структура фирми" које, иако легалне, омогућавају клијентима фирме „да раде иза често непробојног зида тајности". Пропуштени папири описују неке своје сложене и мултинационалне корпоративне структуре. Мосак Фонсек је сарађивао са глобалним консултантским партнерима као што су Емиратес Асет Манаџмент Лтд, Рајан Моханлал Лтд, Сан Хеџ Инвест и Блу Капитал Лтд у име више од 300 000 компанија, од којих је већина регистрована на британским прекоморским територијама.
Пропуштени документи такође указују на то да ће фирма такође подржати документа на захтев и, на основу размене електронске поште из 2007. године у пропуштеним документима, то је учинило довољно рутински да успостави структуру цена: 8,75 америчких долара месечно у прошлости. Мосак Фонсека је 2008. године ангажовао 90-годишњег Британца како би се претварао да је власник офшор компаније Маријане Олсзевски, америчке пословне жене, „очигледно кршење правила за спречавање прања новца", према ББЦ-у.